# Sarkidiornis
Sarkidiornis Eyton, 1838 è un genere di uccelli della famiglia Anatidae.

## Tassonomia
Il genere comprende le seguenti specie:
- Sarkidiornis sylvicola H.von Ihering  & R.von Ihering, 1907 - oca dal pettine
- Sarkidiornis melanotos (Pennant, 1769) - oca bernoccoluta